# Cesare Perdisa
Cesare Perdisa (Bologna, 1932. október 21. – 1998. május 10.) olasz autóversenyző.

## Pályafutása
1955 és 1957 között nyolc világbajnoki Formula–1-es nagydíjon vett részt. Első versenyén, Monacóban Jean Behra-val közösen a harmadik lett. Hasonló szituációból jegyzi másik dobogós helyezését a sorozatból. 1956-ban a belga nagydíjon ugyanis a brit Stirling Moss vezetett amikor is a tizedik körben autójának bal hátsó kereke elszabadult. A balesetet sikerült elkerülnie de saját autójával már képtelen lett volna beérni a célba. Ekkor átült Perdisa Maseratijába és végül a harmadik helyen zárt. Az ezt követő francia versenyen szintén Moss-al közösen teljesítette a futamot. Kettősük ezúttal az ötödik helyen ért célba.

## Eredményei

### Teljes Formula–1-es eredménylistája
(Táblázat értelmezése)

(Félkövér: pole-pozícióból indult; dőlt: leggyorsabb kört futott) 

| Év   | Csapat                    | Modell        | Motor               | 1       | 2       | 3   | 4       | 5       | 6     | 7      | 8   | Helyezés | Pont |
| ---- | ------------------------- | ------------- | ------------------- | ------- | ------- | --- | ------- | ------- | ----- | ------ | --- | -------- | ---- |
| 1955 | Officine Alfieri Maserati | Maserati 250F | Maserati Straight-6 | ARG     | MON 3 * | 500 | BEL 8   | NED     | GBR   | ITA    |     | 18.      | 2    |
| 1956 | Officine Alfieri Maserati | Maserati 250F | Maserati Straight-6 | ARG     | MON 7   | 500 | BEL 3 † | FRA 5 † | GBR 7 | GER Ni | ITA | 16.      | 3    |
| 1957 | Scuderia Ferrari          | Lancia D50    | Ferrari V8          | ARG 6 ‡ | MON     | 500 | FRA     | GBR     | GER   | PES    | ITA | -        | 0    |

* A távot Jean Behra-val közösen teljesítette
† A távot Stirling Moss-al közösen teljesítette
‡ A távot Peter Collins-al és Wolfgang von Trips-el közösen teljesítette

### Le Mans-i 24 órás autóverseny
| Év   | Csapat                    | Autó          | Csapattárs     | Helyezés |
| ---- | ------------------------- | ------------- | -------------- | -------- |
| 1955 | Officine Alfieri Maserati | Maserati 300S | Roberto Mières | Kiesett  |

## Külső hivatkozások
- Profilja a grandprix.com honlapon (angolul)
- Profilja a statsf1.com honlapon (angolul)